# Gonioctena occidentalis
Gonioctena occidentalis är en skalbaggsart som först beskrevs av Brown 1942.  Gonioctena occidentalis ingår i släktet Gonioctena och familjen bladbaggar. Inga underarter finns listade i Catalogue of Life.